# 1094

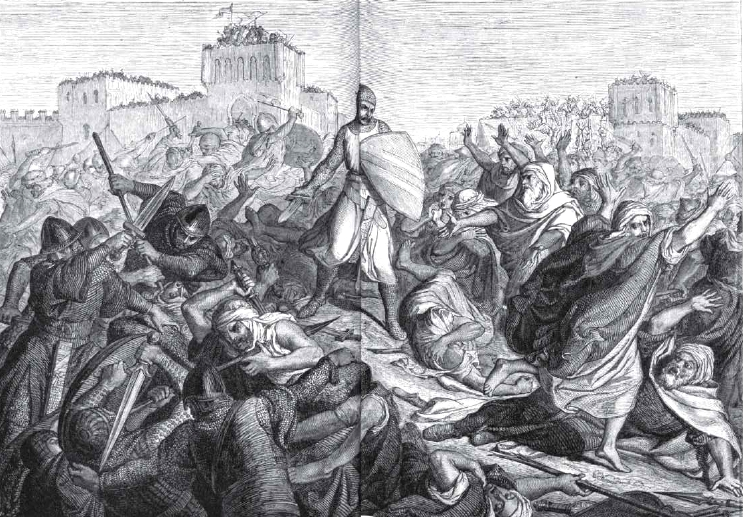
El Cid bevecht de moslims bij Valencia

Het jaar 1094 is het 94e jaar in de 11e eeuw volgens de christelijke jaartelling.

## Gebeurtenissen
maart
- 23 - Het bisdom Atrecht wordt gevormd als afsplitsing van het bisdom Kamerijk.

mei
- mei - Duncan II weet met Engelse en Franse troepen zijn oom koning Donald III van Schotland te verslaan, en de kroon over te nemen. Later dit jaar wordt hij vermoord, en neem Donald III de troon weer over.

juni
- 4 - Aragon en Navarra - Sancho I opgevolgd door zijn zoon Peter I
- 22 - De derde versie van de San Marco van Venetië wordt gewijd.

zonder datum
- Rodrigo Díaz de Vivar (El Cid) verovert Valencia op de moslims.
- Tutush I weet de macht in Syrië terug te veroveren.
- Na de dood van markgraaf Oberto II wordt het markgraafschap Oost-Ligurië in stukken verdeeld en houdt op te bestaan.
- De dood van Haakon Magnusson voorkomt een burgeroorlog in Noorwegen tussen hem en medekoning Magnus III.
- Eerste vermelding: Breitenwang, Oudkarspel, Zagreb

## Opvolging
- Abbasiden (kalief van Bagdad) - Al-Muqtadi opgevolgd door Al-Mustazhir
- Fatimiden (kalief van Caïro) - Abu Tamil Ma'ad al-Mustansir opgevolgd door Abu'l Qasim Muhammad al-Musta'li

## Geboren
- Abd al-Mu'min ibn Ali, eerste kalief der Almohaden (1130-1163)
- Malachias, aartsbisschop van Armagh

## Overleden
- 5 maart - Judith van Vlaanderen (~60), echtgenote van Tostig Godwinson en Welf IV
- 4 juni - Sancho I (~50), koning van Aragon (1063-1094) en Navarra (1076-1094)
- 12 november - Duncan II, koning van Schotland (1094)
- Al-Bakri (~80), Andalusisch geograaf
- Bertha van Holland (~36), echtgenote van Filips I
- Haakon Magnusson (25), koning van Noorwegen (1093-1094)
- Rogier van Beaumont, Normandisch edelman
- Rogier II van Montgomery, Normandisch edelman
- Willem IV (~54), graaf van Toulouse

- Bertha van Holland, koningin van Frankrijk
- 4 juni - Sancho I van Aragón